# Solenopsis parabiotica
Solenopsis parabiotica es una especie de hormiga del género Solenopsis, subfamilia Myrmicinae.